# Elizabeth Buckley-Geer
Elizabeth Jane Buckley-Geer es una física de partículas y astrofísica británica. Se desempeña en el Fermilab, donde estudia las lentes gravitatorias como colaboradora en el Dark Energy Survey y el Dark Energy Spectroscopic Instrument. También es asociada del Consorcio de Ciencia e Ingeniería Avanzadas de la Universidad de Chicago.

## Biografía
Obtuvo su doctorado en 1986 por la Queen Mary University of London. Se unió a Fermilab en 1989.
Trabajó como física de partículas en Fermilab antes de dedicarse a la energía oscura, incluidos resultados experimentales sobre el quark cima y los chorros como parte del Collider Detector en Fermilab, y sobre la oscilación de neutrinos como parte de la colaboración MINOS. Cambió su enfoque hacia la energía oscura en 2006. Es científica senior en Fermilab y jefa del departamento de Marcos, DAQ y Electrónica de Fermilab.
En 2018, fue nombrada miembro de la Sociedad Estadounidense de Física (APS), después de una nominación de la División de Astrofísica de la APS, "por la creación y el liderazgo del Dark Energy Survey Strong Lensing Group, incluido el descubrimiento y la confirmación de numerosas lentes fuertes y múltiples cuásares con lentes y su aplicación a nuevas mediciones de materia y energía oscuras cósmicas".